# 执业学位
执业学位（英語：licentiate），也作学师、执照学位，是在博洛尼亚进程之前，一部分欧洲大学授予的一个学位，比哲學博士的级别要低。其中，英文“licentiate”一词源自拉丁语的“licentia docendi”，意为“授业许可”。许多国家都授予该学位，但每个国家的“执业学位”含义也会有所不同。
在部分现代欧洲大陆国家（如瑞典、芬兰、瑞士等）， Licentiate学位是研究型学位，研究程度高于授课式硕士学位，低于研究博士学位，类似英国学制的研究碩士或接近苏联的副博士学位。

## 历史
一开始，中世纪大学中，“授业许可”与普通的学术学位有所不同——后者指的是在某一方面（艺术、医药、神学、法律）的精通程度，而授业许可则指的是字面意思上的“教书”“许可证”，由教堂（而非大学）颁发。